# Patak
Patak è un comune dell'Ungheria di 980 abitanti (dati 2001). È situato nella contea di Nógrád.